# Jacques Morel
Jacques Morel (1922–2008) foi um ator de cinema francês.
Ele talvez fosse mais conhecido como a voz em francês do personagem de desenho animado Obelix na adaptação animada do desenho animado Asterix.
Jacques Morel morreu em Paris, França, em 9 de abril de 2008, aos 85 anos.
Jacques Morel estudou na HEC Paris.